# 7,92 × 94 mm
Die 7,92 × 94 mm P318 ist eine deutsche panzerbrechende Gewehrpatrone, die zu Beginn der 1930er-Jahre entwickelt wurde.

## Entwicklung
Aufgrund der Erfahrungen mit dem Tankgewehr M1918 im Ersten Weltkrieg wurde die Panzerbüchse 38 für die Infanterie entwickelt, die eine ebenfalls neu zu entwickelnde Munition verschießen sollte.
Ausgangspunkt der Entwicklung war die Patrone 13 × 92 mm HR, deren Durchschlagskraft durch eine Kaliberverringerung, die damit verbundene höhere Geschossgeschwindigkeit und damit höhere kinetische Energie gesteigert werden sollte. Der Halbrand der 13 × 92 mm HR wurde zugunsten einer randlosen Hülse aufgegeben.

## Munition

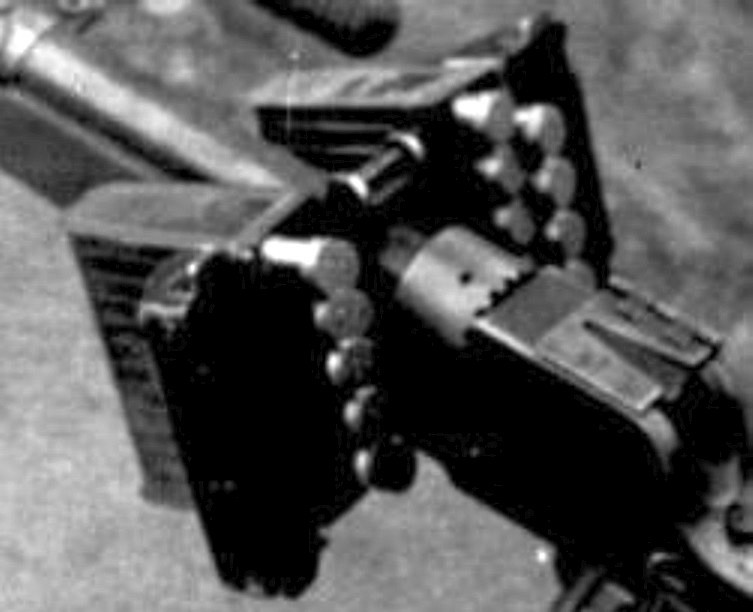
2 Patronenbehälter Pz. B. 38/39 mit je 10 Schuss 7,92 × 94 mm an einer Panzerbüchse 39 (1941)

Die Kampfpatrone 318 war mit einem Spitzgeschoss mit Hartkern, Leuchtspur und Reizgaskapsel versehen (SmKH-Rs-Leuchtspurgeschoß).
Übungspatronen hatten ein Spitzgeschoss ohne Leuchtspur und Reizgaskapsel, außerdem gab es noch Platz- und Exerzierpatronen.

## Durchschlagsleistung
Die Geschosse durchschlugen bei 30° Auftreffwinkel und 300 m Entfernung 20 mm Panzerstahl. Dies war bereits zu Beginn des Zweiten Weltkrieges nicht mehr ausreichend, um mittlere Panzer zu bekämpfen.

## Waffen
- Panzerbüchse 38
- Panzerbüchse 39
- Panzerbüchse M.SS41
- MG 141 / EW 141: Prototypen als Turmwaffen der Panzer I und II[1][2]